# Pancromàtic
S'anomena pancromàtic a un material sensible a totes les  longituds d'ona de l'espectre visible, que es resumeixen per a major comoditat en les tres bandes òptiques: vermell, verd i blau.

## Pel·lícula pancromàtica
Una pel·lícula pancromàtica és un tipus de pel·lícula fotogràfica en blanc i negre sensible a totes les longituds d'ona de l'espectre visible. Per tant, una pel·lícula pancromàtica produeix una imatge realista d'una escena. Gairebé tota la fotografia moderna és pancromàtica, però algunes són ortocromàtiques, que no són sensibles a algunes longituds d'ona. En el seu estat natural, les emulsions d'halur de plata són molt més sensibles a la llum blava i a la llum ultraviolada. El químic alemany Hermann W. Vogel va descobrir com estendre la sensibilitat al verd, i després al taronja, afegint tints que sensibilitzen l'emulsió. No obstant això, la seva tècnica no va ser ampliada per aconseguir una pel·lícula pancromàtica completa fins a principis del segle xx, una mica després de la seva mort. Les accions pancromàtiques per seguir amb plaques fotogràfiques van estar disponibles comercialment en 1906. Però el canvi a la pel·lícula ortocromàtica va ser només gradual: les plaques pancromàtiques costaven entre dues i tres vegades més, i havien de ser revelades en la foscor, a diferència de la ortocromàtica que, sent insensible roent, podia ser revelada sota una llum vermella a la cambra fosca. I el procés que va augmentar la sensibilitat de la pel·lícula al groc i vermell també es va fer sensible al violeta i blau, la qual cosa requereix un filtre de lent de color groc-vermell per corregir-ho, que al seu torn redueix la quantitat total de llum i augmenta el temps d'exposició necessari.

## Pancromàtic vs. ortocromàtic
La pel·lícula ortocromàtica va resultar un problema per a les imatges en moviment, fent el cel blau perpètuament ennuvolat, el cabell ros descolorit, els ulls blaus gairebé blancs, i els llavis vermells gairebé negres. Fins a cert punt això pot ser corregit amb el maquillatge, filtres de lents, i il·luminació, però mai es completa satisfactòriament. Però fins i tot aquestes solucions eren inutilitzables per agregar color als sistemes de pel·lícules com Kinemacolor i Prizma, que es va fotografiar en paper de blanc i negre amb filtres de colors alternatius. En aquests casos, les accions negatives de la pel·lícula van arribar del fabricant que va haver de passar a través d'una solució de color sensible, un procés que consumia temps i que va augmentar el cost des de 3 centaus a 7 dòlars. Eastman Kodak, el principal proveïdor de pel·lícules cinematogràfiques, va introduir una acció de pel·lícula pancromàtica al setembre de 1913, disponible sota comanda especial per fotografiar imatges en color de moviment en els sistemes additius. Els camerògrafs van començar a usar-ho per a pel·lícules de blanc i negre en 1918, principalment per a les escenes a l'aire lliure. L'empresa va presentar Kodak Panchromatic Cinema Film com un estoc regular en 1922. La primera pel·lícula en blanc i negre per ser fotografiada enterament en l'acció pancromàtica va ser The Headless Horseman (1922). Però l'estoc pancromàtic era més car, i no fins que els preus s'igualessin per la competència en 1926 va arribar a ser utilitzat més àmpliament que l'acció ortocromàtica.
Kodak va suspendre la fabricació de pel·lícules ortocromàtiques en 1930.
Les imatges digitals pancromàtiques de la superfície de la Terra és també produïda per alguns satèl·lits moderns, com QuickBird i IKONOS. Aquesta imatge és extremadament útil, ja que en general és una resolució molt més alta (espacial) que la resolució de les imatges multiespectrals del satèl·lit mateix. Per exemple, el satèl·lit QuickBird produeix imatges pancromàtiques d'un equivalent de píxels en una àrea de 0.6m x 0.6m, mentre que els píxels multiespectrals representen una àrea de 2.4m x 2.4m.